# Trifylía
Trifylía (griego: Τριφυλία) es un municipio de la República Helénica perteneciente a la unidad periférica de Mesenia de la periferia de Peloponeso. Su topónimo hace referencia a la antigua región de Trifilia, que se ubicaba en la misma zona del actual municipio aunque con una extensión diferente.
El municipio se formó en 2011 mediante la fusión de los antiguos municipios de Aetos, Avlonas, Filiatrá, Gargalianoi, Ciparisia (la actual capital municipal) y Tripyla, que pasaron a ser unidades municipales. El municipio tiene un área de 616,02 km².
En 2011 el municipio tenía 27 373 habitantes.
Es el municipio más occidental de la periferia de Peloponeso y se ubica en la costa del mar Jónico. La isla de Proti pertenece a su término municipal.